# Yellow Front Stores
Yellow Front was een Amerikaanse discountwinkel die oorspronkelijk begon als een enkele legerdump, maar zich later ontwikkelde tot een keten van sportartikelen en later een discountketen.

## Geschiedenis
In de jaren 1950 werd in Phoenix Yellow Stores geopend als een kleine winkel die overtollige artikelen van het leger verkocht. Jake Henegar kocht het bedrijf in 1960 van Jim Kelly. Henegar leidde de onderneming tot aan zijn pensionering begin jaren 1980. In de jaren 1960 breidde Yellow Front Stores het assortiment uit en breidde het aantal vestigingen uit. In de jaren 1970 had het bedrijf winkels in het hele zuidwesten van de Verenigde Staten. Het verkocht toen al outdoorartikelen, zoals jacht-, kampeer- en visgerei, maar ook werkkleding, zoals Levi Strauss-jeans.
Na Henegars pensionering waren Sean Lee, Robert Bove en David Stoup de voorzitters van Yellow Front Stores. Na een snelle expansie werd Yellow Stores in 1977 gedwongen al haar winkels in de Pacific Northwest te sluiten. Yellow Front Stores werd in 1978 door Lucky Stores overgenomen voor $ 45,9 miljoen, maar bleef opereren onder de naam Yellow Front.
In 1987 waren er 104 Yellow Front Stores in 8 staten. Lucky Stores verkocht de Yellow Front-keten voor $ 50 miljoen tijdens een vijandige overname door Asher B. Eshelman, een investeerder uit New York. De koper was een onderneming van Kenmare, een particuliere onderneming van Daniel J. Sullivan. Een paar maanden later kocht Yellow Front de in Renton, Washington gevestigde Bonanza Stores met 64 vestigingen. Er zijn geen gegevens gevonden waaruit blijkt dat Yellow Front deze winkels kon ombouwen tot Yellow Front-filiaal voordat het bedrijf failliet ging.
Yellow Front Stores vroeg in 1990 faillissement aan en liquideerde uiteindelijk al haar winkels. 